# Skyguide
Skyguide (offiziell SKYGUIDE, Schweizerische Aktiengesellschaft für zivile und militärische Flugsicherung, englisch SKYGUIDE, Swiss civil and military Air Navigation Services Limited) ist die Flugsicherungsgesellschaft, die den Schweizer Luftraum und den angrenzenden Luftraum überwacht.
Sie ist formell eine privatrechtliche Aktiengesellschaft nach Schweizer Recht, die im Auftrag und Eigentum der Eidgenossenschaft für die Sicherheit des gesamten Luftraums der Schweiz sowie des angrenzenden Luftraumes in Deutschland, Österreich, Frankreich und Italien verantwortlich ist. Im Schweizer Luftraum umfasst dies sowohl die zivile als auch die militärische Flugsicherung – Letzteres im Auftrag und mit Bezahlung der Schweizer Luftwaffe.
Das Unternehmen untersteht der Aufsicht des Eidgenössischen Departements für Umwelt, Verkehr, Energie und Kommunikation (UVEK). Hauptaktionärin (und einzige relevante Aktionärin) mit 99,94 Prozent der Anteile und 100 Prozent der Stimmrechte am Skyguide-Aktienkapital ist die Schweizerische Eidgenossenschaft.
Skyguide überwachte im Jahr 2017 pro Tag rund 3'390 Flüge nach Instrumentenflugregeln. Über das gesamte Jahr betrachtet entspricht dies 1'237'098 IFR-Flügen. Im gleichen Jahr erwirtschaftete Skyguide einen Umsatz von rund 470 Millionen Schweizer Franken. Die Schweizer Flugsicherung ist an 14 Standorten in der ganzen Schweiz tätig.

## Führung und Personal

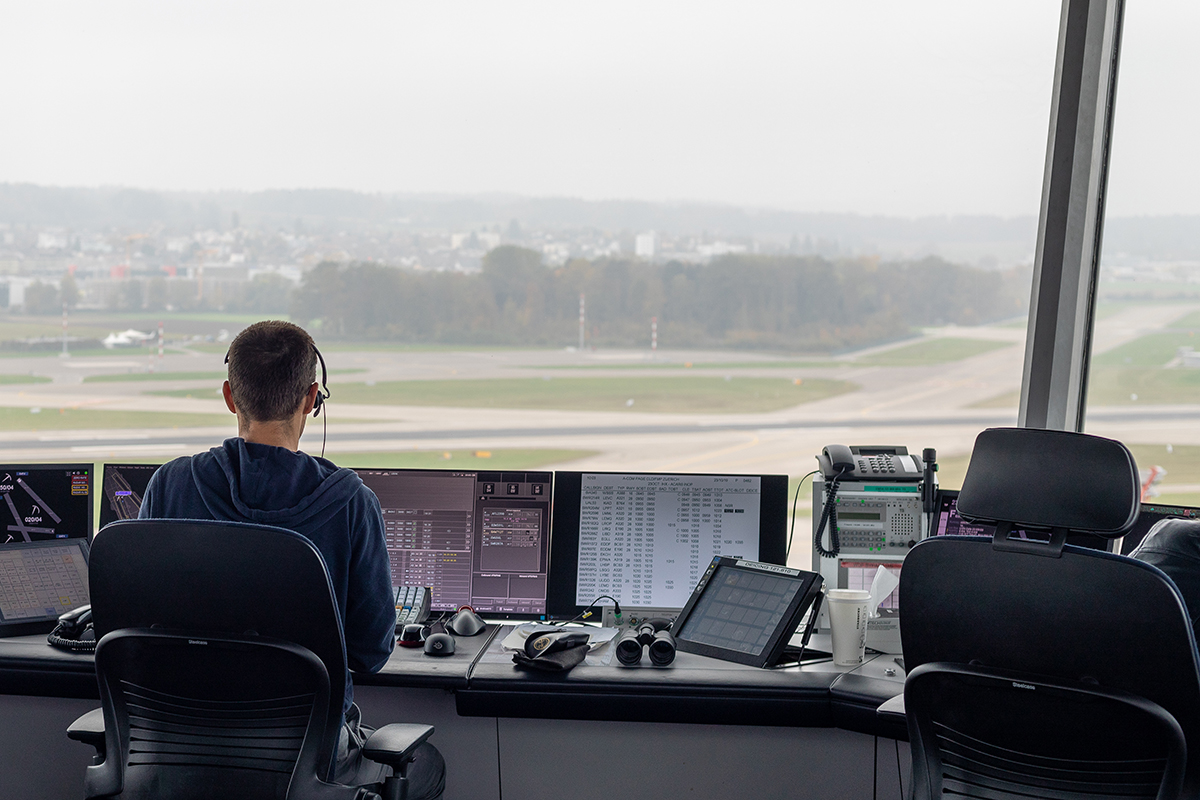
Ein Fluglotse der Schweizer Skyguide im Tower des Flughafens von Zürich

Das Personal bei Skyguide verteilt sich auf etwa 1'400 Vollzeitstellen und rund 1'500 Mitarbeiterinnen und Mitarbeiter, davon etwa zwei Drittel im operativen Bereich der Flugsicherung, rund ein Viertel im technischen Dienst, die übrigen mehrheitlich in der Verwaltung. Der Frauenanteil beträgt 2020 insgesamt 23,4 Prozent. In der Geschäftsführung von Skyguide sind seit 2018 erstmals Frauen vertreten – unter anderem, weil die Leiterin der Unternehmenskommunikation neuerdings zur Geschäftsleitung zählt.
Seit dem 1. Juli 2017 wird Skyguide von Alex Bristol, dem bisherigen operativen Leiter (Chief Operating Officer, COO), geleitet. Sein Vorgänger seit dem 1. Oktober 2007 war Daniel Weder. Am 12. Januar 2017 war bekannt geworden, dass Weder per 30. Juni 2017 zurücktreten und sich mit 60 Jahren frühpensionieren lassen wird. Verwaltungsratspräsident ist Walter T. Vogel, der hauptberuflich die Aebi Schmidt Holding AG (ASH) von Peter Spuhler präsidiert.
Gemäss Art. 8 der Verordnung über den Flugsicherungsdienst (VFSD) ist Skyguide «dafür besorgt, dass der Flugsicherungsbetrieb nicht durch Streik, Aussperrung, Boykott oder andere Kampfmassnahmen beeinträchtigt wird» und «schliesst mit ihrem Personal nach Möglichkeit Gesamtarbeitsverträge ab.» Die Sozialpartnerschaft bei Skyguide ist zweigeteilt:
- Das administrative, operative und technische Personal (AOT-Personal), das heisst alle Mitarbeiterinnen und Mitarbeiter, die weder Flugverkehrsleiter noch Kader sind, wird durch die Gewerkschaften Si-Tra (Syndicat indépendant du trafic aérien) und Syndicom sowie den Schweizerischen Verband des Personals öffentlicher Dienste (VPOD) vertreten. Der geltende GAV wurde am 12. Februar 2016 abgeschlossen, aber auf Arbeitnehmerseite nur von Syndicom unterzeichnet.[7] Si-Tra und VPOD, die vor allem Skyguide-Mitarbeiter in Genf vertreten, weigerten sich, diesen GAV zu unterzeichnen.[8]

- Die Flugverkehrsleiterinnen und Flugverkehrsleiter bei Skyguide werden von den Gewerkschaften Aerocontrol Switzerland, Association du Personnel de la Tour de Contrôle et du Terminal Genève (APTC) und Skycontrol sowie durch den Personalverband des Bundes (PVB) vertreten. Die ersten drei Gewerkschaften bilden die Swiss Air Traffic Controllers’ Associations (SwissATCA). Seit 1. Januar 2017 bestand für Skyguide-Flugverkehrsleiter ein vertragsloser Zustand, nachdem Verhandlungen über einen neuen GAV gescheitert waren[9]. Im Juni / Juli 2018 stimmten dann die Mitglieder der drei Gewerkschaften Aerocontrol Switzerland, APTC und PVB einem neuen GAV – vermittelt durch die Chambre des relations collectives de travail (CRCT) in Genf – jeweils mehrheitlich zu, während er von den Mitgliedern von Skycontrol mehrheitlich abgelehnt wurde. Skycontrol kündigte in der Folge an, vom 23. bis am 27. Juli 2018 zu streiken.[10][11][12] Skycontrol begründete den Streik unter anderem mit der Erhöhung der Kadermitarbeiter zu Lasten der Flugverkehrsleiter, die von Jahr zu Jahr zunehme, während Skyguide den geplanten Streik als «ungerechtfertigt und verantwortungslos» bezeichnete sowie versuchte, den Streik mit rechtlichen Mitteln zu verhindern.[13] Am 17. Juli 2018 wurde bekannt, dass der angekündigte Streik nicht stattfinden wird, nachdem sich Skycontrol und Skyguide auf neue Gespräche einigen konnten.[14]

## Partner und europäische Zusammenarbeit
Wichtige Partner von Skyguide sind die International Civil Aviation Organization (ICAO), Eurocontrol (Europäische Organisation zur Sicherung der Luftfahrt) und die Civil Air Navigation Services Organization (CANSO) sowie die Schweizer Luftwaffe. In Belgien besitzt Skyguide ausserdem seit Ende 2000 eine Tochtergesellschaft namens Skynav, die der Verbindung zur Europäischen Union (EU) dient und als Holding organisiert ist. Eine weitere Tochtergesellschaft, die SkySoft-ATM SA mit Sitz – wie Skyguide – in Meyrin, betreibt Softwareentwicklung.
Die Schweiz und damit auch Skyguide beteiligt sich am Projekt Single European Sky (SES) – Einheitlicher Europäischer Luftraum – der Europäischen Kommission. Das Projekt will das Flugsicherungssystem in Europa harmonisieren und damit die Effizienz der heute noch stark fragmentierten Luftraumstruktur insgesamt erhöhen. Eine Voraussetzung dafür ist die Bildung von grösseren, zusammenhängenden Luftraumblöcken. Die Luftstrassen sollen sich vermehrt nach den Bedürfnissen der Luftraumbenutzern richten und weniger nach den nationalen Grenzen. Die Reorganisation des europäischen Luftraumes wird als notwendig erachtet um den prognostizierten Verkehrszuwachs effizient bewältigen zu können.
Im Rahmen von SES wurden insgesamt neun europäischen Luftraumblöcken geschaffen. Einer davon ist der Functional Airspace Block Europe Central (FABEC), der funktionale Luftraumblock in Zentraleuropa. Darin werden rund 55 Prozent des europäischen Flugverkehrs abgewickelt, das sind rund 5,3 Millionen Flüge pro Jahr. Im Dezember 2010 unterzeichneten die sechs Mitgliedstaaten (Belgien, Deutschland, Frankreich, Luxemburg, die Niederlande und die Schweiz) einen Staatsvertrag, womit die rechtliche Basis für FABEC gelegt wurde.

## Aufgaben und Standorte

### Zivile Aufgaben

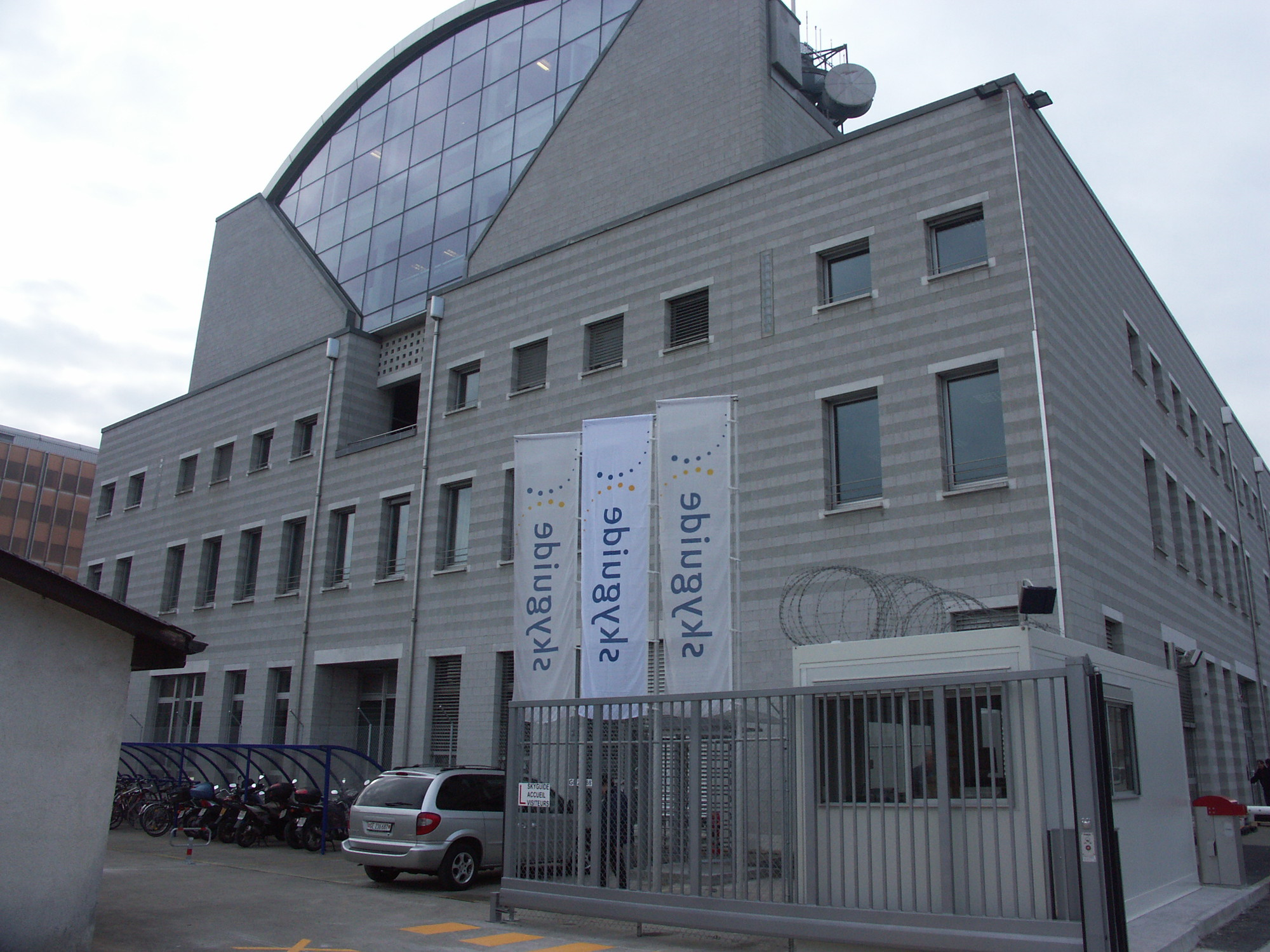
Hauptsitz von Skyguide in Genf

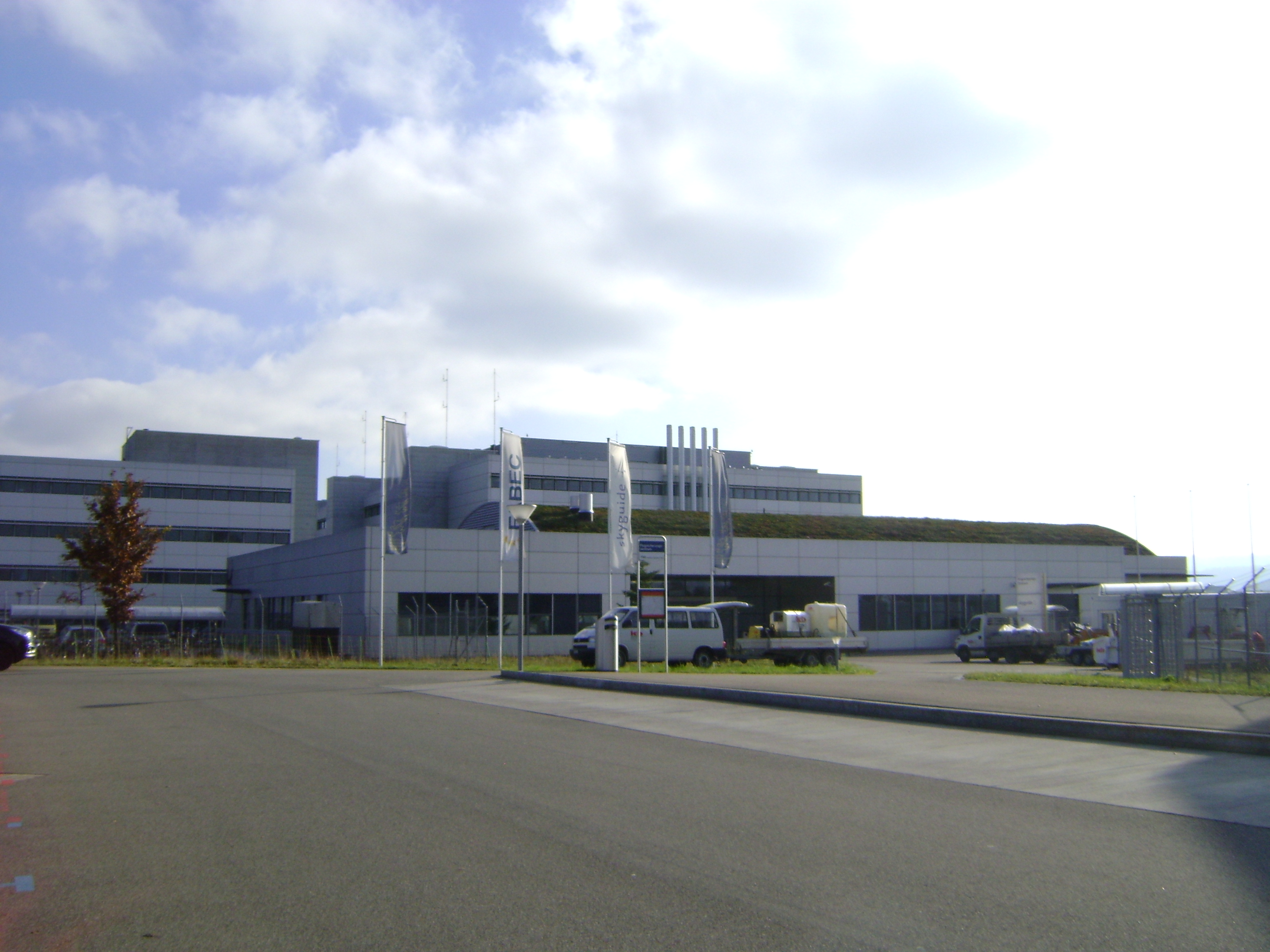
Skyguide-Standort in Wangen bei Dübendorf mit dem zivilen Area Control Center (ACC) Zürich und dem militärischen Air Defense & Direction Center (ADDC)

Die wichtigsten Standorte sind die beiden zivilen Area Control Center (ACC) am Militärflugplatz Dübendorf in Wangen und am Flughafen Genf in Cointrin, in dessen Nähe – in Meyrin – sich der Sitz von Skyguide befindet.
Das Kontrollzentrum in Genf ist zuständig für den westschweizerischen Luftraum, den Luftraum über den französischen Alpen und einen kleinen Teil des italienischen Luftraumes, der an der Grenze zu Frankreich liegt. Das Kontrollzentrum am Standort Wangen wurde im Februar 2009 in Betrieb genommen. In Wangen befindet sich nebst dem Flugverkehrskontrollzentrum, das für den Luftraum der Deutschschweiz, Liechtenstein und Süddeutschland zuständig ist, auch der Flugberatungsdienst (Aeronautical Information Service, AIS). In Wangen betreibt Skyguide auch Schulungsräume, drei Tower-Simulatoren sowie Trainingsräume für Realtime-Ausbildung von Flugverkehrsleitern, auch für Mitarbeiter anderer Flugsicherungen in Europa und im Nahen Osten. Im selben Gebäude in Wangen befindet sich auch die Einsatzzentrale der Luftwaffe, das Air Defense & Direction Center (ADDC).
Weitere Standorte befinden sich auf den Flugplätzen Bern-Belp, Buochs, Grenchen, Lugano-Agno und St.Gallen-Altenrhein sowie auf zahlreichen gemischt zivil-militärischen oder rein militärischen Flugplätzen. Dazu gehören Alpnach, Dübendorf, Emmen, Locarno, Meiringen, Payerne und Sion.
Auf dem Flugplatz Les Eplatures und dem Flugplatz Samedan ist die Flugsicherung an den Flugplatzbetreiber delegiert. Der Flugplatz Buochs verzichtet inzwischen aus Kostengründen teilweise auf Flugsicherung durch Skyguide, die Flugplätze Grenchen, Lugano-Agno, St.Gallen-Altenrhein und Sion könnten in Zukunft ebenfalls ganz oder teilweise verzichten.
In der Schweiz wird gemäss den Vorgaben der Internationalen Zivilluftfahrtorganisation ICAO sowohl der Flugverkehr nach Instrumentenflugregeln (IFR) als auch nach Sichtflugregeln (VFR) in deutscher, englischer, französischer und italienischer Sprache abgewickelt – je nach Luftraum und Sprachregion. In Zukunft soll in kontrollierten Lufträumen nur noch Englisch als Funksprache zulässig sein.

### Militärische Aufgaben
Skyguide ist verantwortlich für die Führung des zivilen Luftverkehrs in der Schweiz. Die Luftraumüberwachung ist Sache der Schweizer Luftwaffe, die mit ihren Primärradaren auch Flugobjekte ohne Transpondersignal erfassen kann. Eine Besonderheit in der Militärluftfahrt ist, dass die Flugzeuge der Schweizer Luftwaffe durch militärische Flugverkehrsleiter von Skyguide geführt werden, die gemeinsam mit Mitarbeitern der Luftwaffe im so genannten Air Defense & Direction Center (ADDC) in Dübendorf tätig sind. Diese Mitarbeiter haben die zivile Ausbildung zum Flugverkehrsleiter absolviert, haben jedoch zusätzlich zur zivilen Ausbildung eine militäraviatische, taktische Weiterbildung absolviert und werden als Tactical Fighter Controller (TFC) bezeichnet. Im Normalfall arbeiten sie als zivile Mitarbeiter zusammen mit dem militärischen Personal, bei Bedarf – zum Beispiel während des jährlichen Weltwirtschaftsforums (WEF) in Davos oder an ausländischen Übungen – arbeiten sie im militärischen Betrieb im Offiziersrang und zwar als Fachoffizier ab Rang Leutnant. Der militärische Bereich von Skyguide ist auch für die Führung von Werkflügen der Firmen Pilatus Aircraft und RUAG zuständig.
Skyguide bewirtschaftet den Schweizer Luftraum dynamisch mit der Schweizer Luftwaffe zusammen, das heisst, wenn die Luftwaffe ihren Luftraum nicht oder nur teilweise benötigt, wird dieser an die zivile Luftfahrt abgegeben, und Skyguide führt sogenannte Shortcuts durch, bei denen zivile Flugzeuge ihre Reiseroute durch den militärischen Luftraum abkürzen können. Im Gegenzug darf die Luftwaffe bei Bedarf den zivilen Luftraum einschränken, sei dies für den seltenen Fall einer Volltruppenübung – wie zum Beispiel STABANTE – oder aber bei den regelmässigen Konferenzen wie dem WEF. Je nach Bedarf führen die Skyguide-Mitarbeiter des militärischen Bereiches auch Kampfflugzeuge in den sogenannten Cross–Border Areas in Frankreich oder Italien, also in militärischen Lufträumen, die über die Landesgrenzen hinausgehen und von den Luftstreitkräften beider Länder allein oder gemeinsam benutzt werden können.
Die Zusammenlegung der militärischen und zivilen Flugsicherung erfolgte ab 2001 mit dem Projekt HELCO (Helvetia Control). Die ursprünglich auf 15 Millionen Franken pro Jahr geschätzten Kosten mussten bereits ein Jahr später auf 35 Millionen Franken pro Jahr korrigiert werden. Die Zusammenlegung führte zu keinen Effizienzgewinnen und Skyguide gelang es nicht, genügend Flugverkehrsleiter zu rekrutieren, die den Anforderungen entsprechen und eine Affinität für das militärische Umfeld haben. Es war keine Machbarkeitsstudie durchgeführt worden und die Bundesbehörden reagierten auf mehrere Zwischenbilanzen mit durchwachsenen Ergebnissen (2003, 2006, 2014) nicht.
Mit dem Projekt Luftpolizei 24 (LP24) wurde bis Ende 2020 sichergestellt, dass die Luftwaffe zusammen mit Partnerorganisationen wie Skyguide rund um die Uhr innerhalb von 15 Minuten mit dem Start von zwei bewaffneten Kampfflugzeugen im schweizerischen Luftraum intervenieren kann. Das Projekt ging auf die Motion «Erhöhte Bereitschaft für den Luftpolizeidienst auch ausserhalb der normalen Arbeitszeiten» von Ständerat Hans Hess zurück, die 2009 eingereicht worden war. Skyguide gelang es bis dahin nicht, genügend TFC zu rekrutieren und erfolgreich auszubilden, weshalb «Abstriche beim Trainingsflugbetrieb in Kauf genommen werden» mussten. Beim Bund wurden die benötigten Stellen bis Ende 2020 geschaffen.
Per 1. Januar 2021 wurde das Rescue Coordination Centre «RCC Zürich» dem Operationszentrum der Luftwaffe (Op Zen LW) angegliedert und arbeitet bei Skyguide.

### Radarstationen

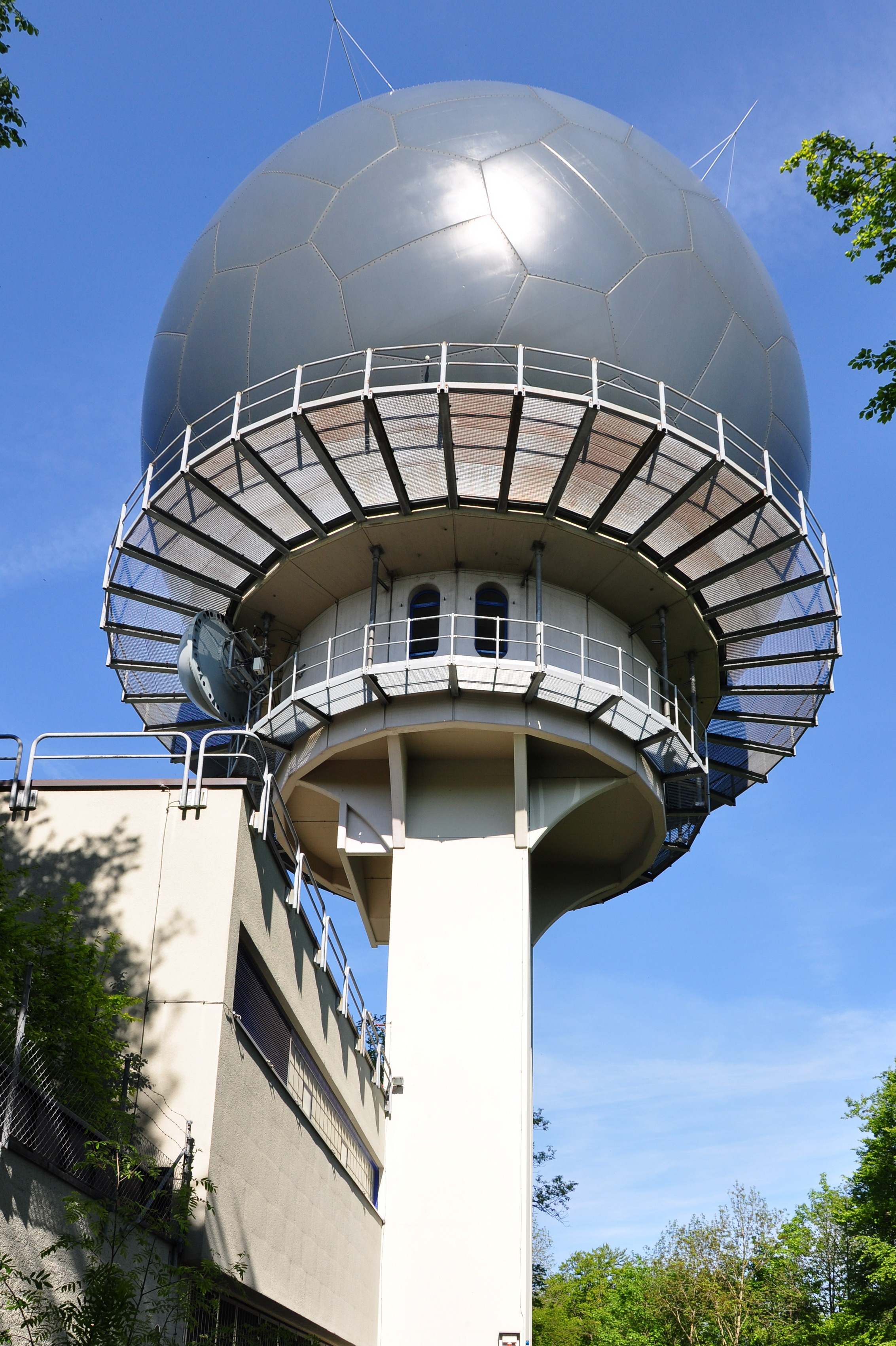
Die Radarkuppel auf der Lägern bei Boppelsen

Skyguide nutzte 2002 neun Radarstationen für die zivile Flugsicherung:
- drei weit reichende Sekundärradarstationen, die auch als «en route»-Radarstationen bezeichnet werden, mit Standorten Boppelsen auf dem Hügelzug Lägern, auf der La Dôle nahe der französischen Grenze sowie über dem Lukmanierpass auf dem Scopí;
- zwei eigene kombinierte Primär- und Sekundärradare, die auch als «Approach»-Radarstationen bezeichnet werden, an den Flughäfen Genf (in Cointrin) und Zürich (auf dem Klotener Holberg) für die An- und Abflugkontrolle;
- vier ausländische Radarstationen zur Vervollständigung der nationalen Radarabdeckung in der Schweiz sowie zur Übergabe von Flugverkehr an benachbarte Flugsicherungen mit Standorten in Cirfontaine und Nevers (jeweils Frankreich), Gosheim (Deutschland) und Monte Lesima (Italien).

Acht der Anlagen gehören laut Angabe der Internetseite von Skyguide dem Unternehmen.

## Geschichte

### Chronologie
- Am 1. Januar 1931 beauftragte die Schweizerische Eidgenossenschaft die damalige Radio Schweiz AG (RSAG) mit der Flugsicherung in der Schweiz. Die RSAG war am 23. Februar 1922 als Marconi Radio AG zur Entwicklung der drahtlosen Telegraphie gegründet worden, nachdem der Erste Weltkrieg die Bedeutung dieser Art von Telekommunikation aufgezeigt hatte. Die RSAG war durch die britische Marconi’s Wireless Telegraph mitbegründet worden. Am 10. Mai 1928 hatte sich die Marconi Radio AG in Radio Schweiz AG umbenannt, um ihren schweizerisch-nationalen Charakter zu betonen.

- Bis Ende des Zweiten Weltkriegs bediente die RSAG vor allem die telegraphischen Kommunikationsbedürfnisse der Eidgenossenschaft. Erst am 21. Dezember 1948 begann die RSAG nach einer Vereinbarung mit der Eidgenossenschaft, wonach diese und die Flughäfen die Kosten der Flugsicherung tragen, mit der Überwachung des Luftraums.

- Per 1. Januar 1988 wurden die Flugsicherungs-Aktivitäten der RSAG restrukturiert und waren neu im staatlichen Unternehmen Swisscontrol mit Sitz in Bern beheimatet. 1996 wurde die Swisscontrol in eine privatrechtliche Aktiengesellschaft umgewandelt und ihr Sitz nach Genf verlegt, wo sie 1998 am Flughafen Genf-Cointrin ein neues Gebäude bezog.

- Anfang 2001 wurde die bisher getrennte zivile und militärische Flugsicherung unter dem neuen Namen Skyguide in einem Unternehmen vereinigt. Als erste (und bislang einzige) Flugsicherung in Europa verwaltet Skyguide seither den gesamten Luftraum eines Landes, auch wenn die zivile und militärische Flugsicherung im Unternehmen selbst weiterhin getrennt sind.

- Am 21. September 2005 wurde Skyguide in allen Unternehmensbereichen nach der Norm ISO 9001:2000 (Qualitätsmanagementsystem) zertifiziert. Damit erfüllte Skyguide die Voraussetzung für die Single European Sky (SES)-Zertifizierung, die rund ein Jahr später durch das Bundesamt für Zivilluftfahrt (BAZL) erteilt wurde.

- Anfang Dezember 2010 unterzeichneten sechs Staaten, darunter die Schweiz, einen Staatsvertrag zur rechtlichen Gründung des grenzüberschreitenden Luftraumblocks im Herzen Europas, des Functional Airspace Block Europe Central (FABEC).

### Rechtliches
- 2015 wurde Skyguide vom Bundesgericht verurteilt, einem ehemaligen Mitarbeiter im Stundenlohn die Ferien nachzuzahlen, nachdem Skyguide den Ferienlohn während Jahren nicht rechtmässig abgerechnet hatte: «Der Beschwerdegegner hat somit aufgrund der Lohnabrechnung nicht erkennen können, in welcher Höhe ein Zuschlag zum Leistungslohn als Feriengeld errichtet wurde. Damit ist die Beschwerdeführerin ihrer Pflicht nicht nachgekommen, womit sie grundsätzlich zur Nachzahlung des entsprechenden Ferienlohnes verpflichtet werden kann.» Die Angelegenheit betraf mehrere hundert Mitarbeiter.[23][24][25] Rechtlicher Hintergrund war das Abgeltungsverbot für Ferien im schweizerischen Arbeitsrecht gemäss Art. 329d Abs. 2 OR.[26][27]

- Ein Flugverkehrsleiter hatte am 15. März 2011 im Kontrollturm am Flughafen Zürich kurz nacheinander zwei Flugzeugen der Fluggesellschaft SWISS auf den sich kreuzenden Pisten 16 und 28 die Startfreigabe erteilt. In der Folge kam es zu einer gefährlichen Annäherung (siehe auch SUST-Bericht vom 6. März 2012[28]) und gegen den Flugverkehrsleiter wurde ein Strafverfahren am Bezirksgericht Bülach eröffnet, wo im Jahr 2016 in erster Instanz ein Freispruch erfolgte.[29][30] Es handelte sich um den ersten öffentlich bekannten Fall in der Schweiz, wo ein Strafverfahren gegen einen Flugverkehrsleiter wegen eines Vorfalls, bei dem niemand zu Schaden kam, in einem Berufungsverfahren vor dem Zürcher Obergericht geführt wurde. Die vom Obergericht verfügte Geldstrafe wurde jedoch im November 2019 vom Bundesgericht zurückgewiesen.[31] Auf eine Berufung vor Obergericht wurde verzichtet. Somit war der erstinstanzliche Freispruch rechtskräftig.[32]

- Mit Urteil vom 30. Mai 2018 wurde ein Flugverkehrsleiter aus der ACC Zürich von Skyguide wegen der fahrlässigen Störung des öffentlichen Verkehrs durch das Bundesstrafgericht verurteilt.[33] Hintergrund bildete ein schwerer Vorfall vom 12. April 2013 mit einer gefährlichen Annäherung zwischen Flugzeugen von Ryanair und TAP Portugal im Reiseflug (siehe auch SUST-Bericht vom 24. September 2014[34]). Das Bundesgericht wird sich mit der Angelegenheit befassen müssen. Mit Strafbefehl bereits rechtskräftig verurteilt wurde ein Pilot von Ryanair, da dieser auf eine Einsprache gegen den Strafbefehl verzichtet hatte.

- Anfang September 2018 stand ein weiterer Flugverkehrsleiter, der am Flughafen Zürich tätig ist, wegen der fahrlässigen Störung des öffentlichen Verkehrs vor Gericht. Das Verfahren am Bezirksgericht Bülach läuft noch und geht auf eine Fastkollision vom 22. August 2012 zwischen einem Verkehrsflugzeug der damaligen Darwin Airline und einem Kleinflugzeug, das mit Flugschüler und Fluglehrerin Anflüge übte, zurück[35] (siehe auch SUST-Bericht vom 24. September 2014[36]).

### Unfälle und Vorfälle
- Am 1. Juli 2002 stiessen im von Skyguide kontrollierten süddeutschen Luftraum über Überlingen am Bodensee eine Tupolew 154 der russischen Bashkirian Airlines (Republik Baschkortostan) und eine Boeing 757 von DHL Express Worldwide in einer Höhe von 12'000 Metern zusammen; 71 Menschen kamen dabei ums Leben. Im Februar 2004 wurde Peter Nielsen, der Flugverkehrsleiter, der in der Unglücksnacht bei Skyguide Dienst tat, von Witali Kalojew, einem russischen Angehörigen dreier Opfer des Unglücks, getötet. Vier leitende Skyguide-Angestellte wurden durch das Bezirksgericht Bülach später strafrechtlich verurteilt.

- Am 29. August 2016 zerschellte ein einsitziges F/A-18-Kampfflugzeug der Schweizer Luftwaffe kurz nach dem Start vom Militärflugplatz Meiringen in der Sustenregion am Hinter Tierberg auf einer Höhe von ca. 3300 m ü. M. wobei der Pilot ums Leben kam. Offenbar hatte die Flugsicherung in Meiringen eine Flughöhe angeordnet, die für den Startsektor zu tief war. Welchen Einfluss diese Anordnung auf den Unfall hatte, ist Gegenstand der Untersuchungen. Diese Untersuchung dient der Sachverhaltsabklärung und richtet sich zum heutigen Zeitpunkt nicht gegen bestimmte Personen, wie die Schweizerische Militärjustiz mitteilte.[37] Der Diensthabende Fluglotse wurde am 4. Januar 2024 zu einer bedingten Geldstrafe verurteilt.[38]
- Am 15. Juni 2022 kam es bei Skyguide zu einer technischen Störung im Rechnernetz des Skyguide-Rechenzentrums in Genf. Der Zivilluftverkehr im zu kontrollierenden Luftraum wurde aus Sicherheitsgründen für einige Stunden gesperrt.[39] Bei einer länger dauernden Störung hätte das System der Armee aushelfen können.[40]
- Beim Unwetter vom 25. Juni 2024 zog eine Gewitterzone mit Starkregen von Südwesten über Teile der Schweiz. Kurz nach 22 Uhr musste der Genfer Luftraum wegen einer Überschwemmung im Untergeschoss des Kontrollzentrums vorübergehend gesperrt werden, da die Kühlung des Rechenzentrums beeinträchtigt worden sei. In der Folge konnten auf dem Flughafen Genf keine Starts und Landungen mehr stattfinden.[41]
- Wegen einer IT-Panne konnten am 28. Juni 2024 auf dem Flughafen Zürich während rund 1,5 Stunden keine Flugzeuge starten.[42][43]
- Infolge mehrerer kurzzeitiger Ausfälle des Radarsystems reduzierte Sykguide am 2. Juni 2025 die Anflüge am Flughafen Genf vorsorglich und bis auf Weiteres um 20 Prozent.[44]